# Начален сигнал
„Начален сигнал“ (на немски: Anpfiff) е повест от немския спортист и писател Тони Шумахер (р. 1954), публикувана през 1987 година.

## Авторът
Действителното име на автора е Харалд Антон Шумахер, но под него никой не би разбрал нищо за създателя на тази книга. А Тони Шумахер е спортист-легенда – заедно с аржентинеца Диего Марадона той е най-популярната личност на Световното първенство по футбол в Мексико през 1986 година. Смятат Тони Шумахер за типичен представител на немския спорт, характеризиращ се с агресивност, издръжливост, неартистичност и неудържим устрем към победа. Тони Шумахер е определен за „футболист на годината“ през 1986 година и става капитан на националния отбор на ФРГ.
Любителите на футбола и на спорта изобщо познават Тони Шумахер като спортист от най-висока класа, стоящ често в центъра на скандални истории поради своята невъздържаност и прямота.
Но от тази негова автобиографична книга се появява един друг Тони Шумахер; човек с чувствителна и деликатна душевност, скрита под груба и устойчива броня; нежен баща и обичащ съпруг, свързан здраво със семейството си; син, обожаващ своята майка; верен приятел и надежден сътрудник; интелигентен анализатор на спортната и социална ситуация във ФРГ; любознателен и целеустремен млад човек, който освен от спорт се интересува от литература, опера, класическа музика и пр. И не на последно място се разкрива един Тони Шумахер, който притежава остро и вдъхновено журналистическо перо, колоритен стил и способност да се самоизразява без преструвка, открито и убедително. С две думи: футболистът Тони Шумахер е много добър и като автор – той излага собствени преживявания, спомени, чувства, мисли, а освен това запознава читателя с редица значими идеи за организирането на футболния спорт. Но преда всичко друго Тони Шумахер се очертава като силна, дори необикновена личност, като човек с ярък, профилиран характер, а това вече е условие книгата му да бъде привлекателна и да се съпреживява с напрежение.

## Заглавието
„Начален сигнал“ Архив на оригинала от 2017-02-02 в Wayback Machine. не е точното заглавието на книгата, но, изглежда, това е най-подходящият преводен вариант. Оригиналното заглавие означава освен „знак със свирка за започване на състезание“, но също и свирене срещу някого, знак за мъмрене и наказание. Тази двойна смислова страна не се съдържа в българското заглавие, дори то да е „Съдийската свирка“. Подзаглавието „Разкрития за немския футбол“ e подвеждащо. То вероятно е прибавено по рекламни съображения. Защото това е една изповедна книга, която има стойност поради съвсем други неща. Например признанията на Шумахер за употребата на допинг и други стимулиращи средства от някои футболисти не представляват нищо ново за спортния свят. Новото тук е личното отношение на Тони Шумахер към стимулантите, прецизният анализ на психологическото състояние, в което взелият допинг спортист изпада след състезанието и пр.

## Книгата
„Начален сигнал“ е своеобразно „конфесио“ на големия спортист. Той има причини да се самоанализира пред своите почитатели, а сега вече и читатели. Защото житейският му и спортен път е изпълнен не само с успехи и победи, но също с горчиви поражения и несполуки, с немалко грешки и „глупости“ – както сам отбелязва. Тони Шумахер изпитва потребността да направи „разкрития за себе си“ (не толкова за немския футбол) и неговите самопризнания пред съда на публиката са пълни. В края на книгата си той изрича: „Писането е самопознание, така казват. Сега познавам ли се по-добре от преди? Защо ли отново да си отварям устата? Какво ще ми донесе това? Много критика, тук съм сигурен. Във всеки случай исках максимално честно и открито да изразя своите възгледи. И с тази книга може би да превъзмогна донякъде изолацията на футболния вратар, на този странен единадесети играч в неговия кафез.“
Книгата започва с описанието на финалния мач от Световното първенство в Мексико през 1986 година между ФРГ и Аржентина, в който немските футболисти губят – отчасти поради грешки на самия Шумахер. Вълнуващи са самооценките на спортиста, мненията му за играчи като Румениге и Матеус, за звездата на шампионата Диего Марадона и за треньора на западногерманския отбор – бившия „кайзер на немския футбол“ Франц Бекенбауер. Вълнуващи – защото в тях няма ненавист или пренебрежение, самоизтъкване или себеоневиняване: Шумахер разказва за своето психическо състояние на стадиона „Ацтека“ в Мексико и оттам вади заключения за състоянието и на другите футболисти. Така читателят прониква в една изненадваща и непозната за редовия любител на спорта област – психологията на спортната битка, конфликтите в глъбините на съзнанието преди и по време на сражението. А това е далеч по-интересно от разкритията на задкулисните машинации, за които е писано толкова много.
Тони Шумахер се оказва тънък психолог, отличен самонаблюдател. Това той е научил от своята психоложка, която го е посветила в тайните на автогенния тренинг. Изкуството на абсолютната концентрация, умението да се потапяш за секунди в съзнанието си и да излизаш оттам възстановен и душевно укрепнал – всичко това спада към способностите на големия спортист, за да може да превъзмогва необикновените психически натоварвания и продължителни стресови състояния.
Шумахер прави интересни и оригинални наблюдения и върху други играчи, върху цялата обстановка на едно решаващо състезание. Той разсъждава и за особеностите на професионалния спорт, за своето място в него: „Ето ви моето тяло, моето здраве, моя живот, моята душа, ето ви всичко мое. Затова ще получа добри пари. Но не позволявам да се прави всичко с мене. Не желая да бъда деградиран до инструмент за задоволяване на честолюбието на посивели спортни функционери или надути политици.“
Шумахер разказва и за своето детство, за беднотата, сред която е израсъл. Именно тази беднота го е подтикнала да се изявява, направила го е „борческа натура“. Самият той се нарича „бял негър“ поради отхвърлеността си от обществото, поради социалната си незначителност. Шумахер разказва за своята любов към майка си, за сърдечното си приятелство с Рюдигер Шмиц, който по-късно става негов мениджър. Още при първите му стъпки в спорта Шмиц го окуражава: „Ти си като диамант, който още е скрит в буца руда. Колко пъти трябва да бъде шлифован, докато стане перфектен? Ако работиш енергично над себе си, ако отстраниш всички недостатъци и грешки, ще можеш да освободиш скъпоценното в същността си.“ Тези думи не само вдъхновяват Шумахер, те се превръщат за него в житейски принцип. Книгата му може да бъде наречена „протокол на дългогодишната работа над себе си“. Така Харалд Шумахер се превръща в прочутия Тони Шумахер, съобразно с формулата: „Истинската битка започва едва тогава, когато вече си уморен до смърт. Да бъдеш K.O. (нокаут), а да казваш O.K. (окей). Това е тайната на успеха.“

## Случаят Батистон
Дълго и с угризения на съвестта Шумахер се занимава със „случая Батистон“. Любителите на футбола помнят полуфиналния мач за Световната купа в Севиля през 1982 година. Тогава западногерманският отбор става финалист, като побеждава французите. Но тази победа е „кървава“. За да спаси опасна топка, Шумахер скача високо срещу френския нападател Патрик Батистон, фаулира го и го наранява тежко. Батистон има счупени зъби и проблеми с шийните прешлени. Тогава Шумахер става най-мразеният футболист във Франция, а и във ФРГ, той се превръща във враг на журналистите от цяла Европа. Тони описва изчерпателно и проникновено своята депресия, усилията да намери вътрешно равновесие, за да бъде отново „номер 1“ в западногерманския футбол. Минава дълго време, преда да се съвземе, да намери верния път и дори да спечели приятелството на пострадалия френски футболист.

## Отборът
Шумахер описва и конфликтите в своя отбор, разказва за своите разпри с не по-малко прочутия Карл-Хайнц Румениге, с втория вратар на отбора Ули Щайн и пр. Анализите му отново са точни и убедителни, наблюденията му могат да важат за всеки национален отбор, защото тук се преплитат еднакви страсти – стремежът към индивидуална изява и желанието за добре споена колективна игра.
Шумахер приключва разказа си за шампионата в Мексико с аргументирани преценки за различните игрови стилове на големите отбори. Бекенбауер преценява шансовете на ФРГ срещу Бразилия по следния начин: „Ако трябва да играем срещу тях, за нас ще бъде лесно. Те притежават една голяма слабост: искат да играят естетично. При тях това е обичайно, тъй че те оставят и другите да играят. Трябва само достатъчно рано да им се попречи, тогава те са свършени.“ Това звучи грозно и брутално, но осигурява победите на немския отбор. Съществува едно друго изявление на Бекенбауер след европейския шампионат в Испания: „По-добре грозна победа, отколкото красиво поражение.“ Шумахер разисква именно този стил на игра и прави конкретни предложения за симбиоза между немската агресивност и южняшкото изящество.
Той се спира и на проблема за секса и стимулаторите в спорта. Признанията му са повече от интересни – те разкриват една абсурдна ситуация, при която са принудени да тренират най-изявените спортисти. Скуката на лагер-сборовете, неумелата тактика на треньорите, излишните свръхнатоварвания преди решителни срещи – всичко това води до конфликти вътре в отбора, до прибягване към компенсативни изяви като пиянство, прекален секс, дрязги и пр. Шумахер предлага много разумни мерки за предотвратяване на тези прояви.
Последната третина на книгата се занимава с проблеми в немската бундеслига, с организацията на футболния спорт във ФРГ, с въпроса за възнагражденията и продажбите на футболните звезди, за сътрудничеството със спортни фирми. Накрая Шумахер анализира отношенията между спортистите и медиите.

## Оценка
Има едно изказване на българската шампионка по художествена гимнастика Лили Игнатова: „Ние, спортистите, които не спортуваме за здраве, а даваме здравето си за спорта, сме също производители. Ние произвеждаме емоции.“ Тези думи са добър послеслов към книгата на Тони Шумахер. Чрез нея читателят съпреживява емоциите на милионите почитатели на футбола, приковани от магията на голямата игра, от очарованието на голямото постижение. Тази емоционална напрегнатост изпълва най-хубавите страници на книгата и те я правят не само интересна, но и вълнуваща.